# Drahňovice
Obec Drahňovice se nachází v okrese Benešov, kraj Středočeský, asi 18 km východně od Benešova. Žije zde 115 obyvatel.

## Historie
První písemná zmínka o obci pochází z roku 1401.

### Územněsprávní začlenění
Dějiny územněsprávního začleňování zahrnují období od roku 1850 do současnosti. V chronologickém přehledu je uvedena územně administrativní příslušnost obce v roce, kdy ke změně došlo:
- 1850 země česká, kraj České Budějovice, politický okres Benešov, soudní okres Vlašim[5]
- 1855 země česká, kraj Tábor, soudní okres Vlašim
- 1868 země česká, politický okres Benešov, soudní okres Vlašim
- 1937 země česká, politický i soudní okres Vlašim[6]
- 1939 země česká, Oberlandrat Německý Brod, politický i soudní okres Vlašim[7]
- 1942 země česká, Oberlandrat Praha, politický okres Benešov, soudní okres Vlašim[8]
- 1945 země česká, správní i soudní okres Vlašim[9]
- 1949 Pražský kraj, okres Vlašim[10]
- 1960 Středočeský kraj, okres Benešov
- 2003 Středočeský kraj, okres Benešov, obec s rozšířenou působností Vlašim

### Rok 1932
V obci Drahňovice (232 obyvatel) byly v roce 1932 evidovány tyto živnosti a obchody: 3 obchodníci s dobytkem, 2 hostince, kovář, rolník, obchod se smíšeným zbožím, Spořitelní a záložní spolek pro Drahňovice, truhlář.

## Malé hasičské muzeum

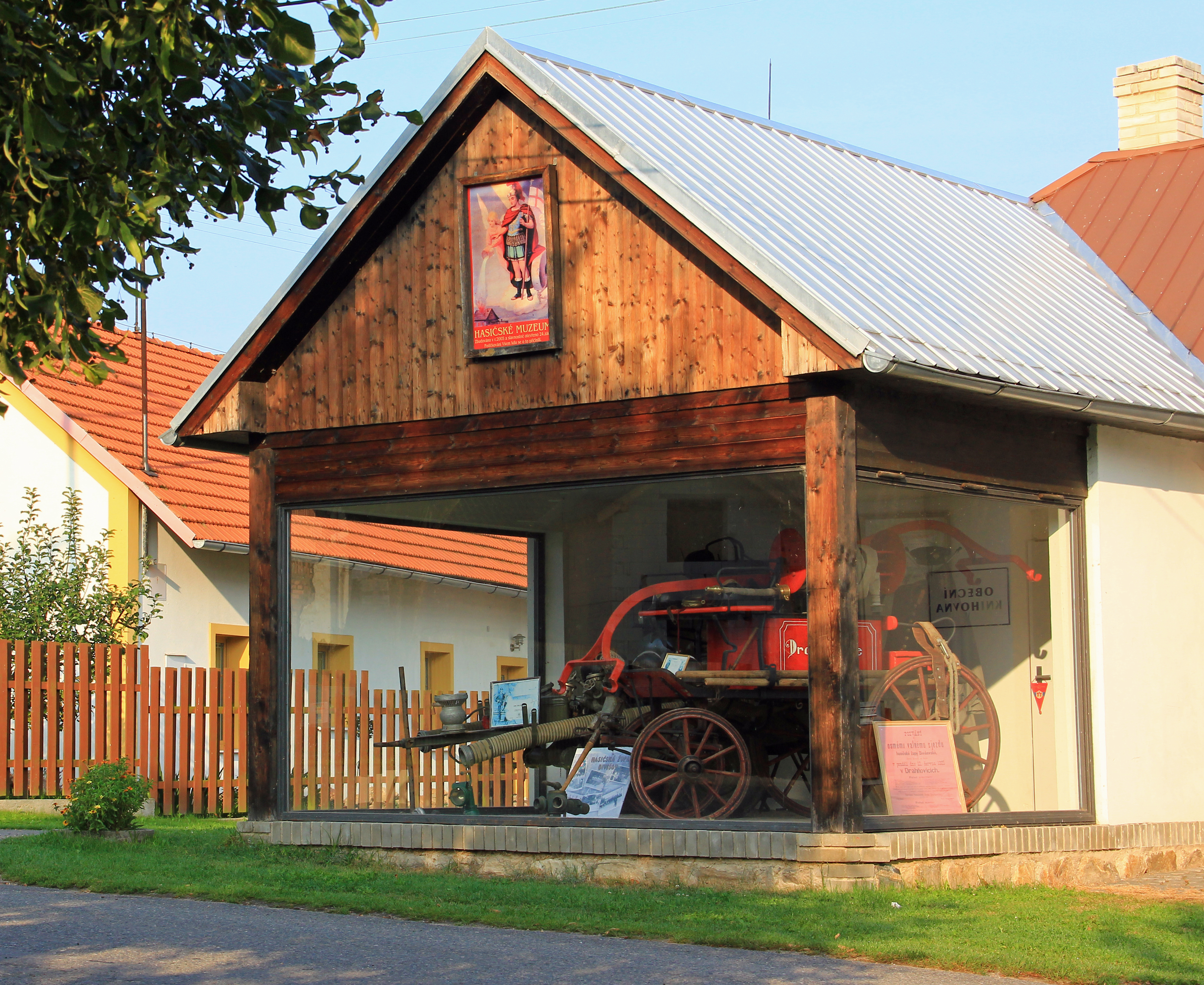
Hasičské muzeum Drahňovice - venkovní pohled

Malé hasičské muzeum se nachází v Drahňovicích na návsi. Bylo nápadem několika místních lidí, kteří ho dovedli až k zdárnému konci. Stojí zde totiž stará historická stříkačka, která byla původně ve stodole. Místní obyvatelé si řekli, že by byla škoda, kdyby ji lidé neviděli. Nejprve to chtěli řešit přístřeškem, ale nakonec muzeum raději prosklili a zajistili bezpečnostním zařízením proti krádežím. K vidění je zde i další hasičské náčiní a uniformy.

## Doprava
Na území obce zasahuje dálnice D1, nejbližší je exit 41 (Šternov). Ze Šternova sem vede silnice III/11126.
Železniční trať ani stanice na území obce nejsou.
V obci zastavovala v roce 2012 autobusová linka Vlašim – Ostředek (v pracovních dnech 2 spoje) (dopravce ČSAD Benešov, a. s.). O víkendu byla obec bez dopravní obsluhy.

## Turistika
Obcí vede turistická trasa  Divišov – Čensko – Drahňovice – Poříčko.
Na sever od obce protéká Křešický potok romantickým zalesněným a hluboce zařízlým údolím. Podél potoka se nachází vrbové křoviny, v rozšířené části údolí se rozkládají mokřadní pcháčové louky na glejových půdách, v okolních lesích najdeme přírodě blízké dubohabřiny a suťové lesy – Drahňovická mokřadla. Mokřadní louky hostí vzácnou květenu – roste zde ocún jesenní a zvláště chráněný prstnatec májový. V místě mokřadel se nachází informační tabule pro návštěvníky.